# Saint-Baudille-de-la-Tour
Saint-Baudille-de-la-Tour település Franciaországban, Isère megyében. Lakosainak száma 842 fő (2022. január 1.). Saint-Baudille-de-la-Tour Annoisin-Chatelans, La Balme-les-Grottes, Charette, Courtenay, Hières-sur-Amby, Optevoz és Parmilieu községekkel határos.

## Népesség
A település népessége az elmúlt években az alábbi módon változott:
| Lakosok száma | 308  | 430  | 475  | 699  | 787  | 797  | 814  | 814  | 828  | 842  |
|               | 1968 | 1982 | 1990 | 2006 | 2013 | 2015 | 2017 | 2019 | 2020 | 2022 |